# Vokouma (Vakaga)
Pour les articles homonymes, voir Vokouma.
Vokouma est une commune rurale de la préfecture de la Vakaga, en République centrafricaine. Ouanda Djallé, chef-lieu de sous-préfecture est la principale localité de la commune. Elle doit son nom au cours d’eau : la Vokouma.

## Géographie
Située au sud de la préfecture de Vakaga, la commune est limitrophe de la préfecture de Haute-Kotto.
|              | Ouandja |               |
| Dar El Kouti | Vokouma | Ouandja-Kotto |
|              | Ouadda  |               |

## Villages
La commune compte 8 villages en zone rurale recensés en 2003 : Centre Administratif, Dele, Djalle 1, Djalle 2, Djalle 3, Djalle 4, Djalle 5, Soulemaka.

## Éducation
La commune compte 4 écoles en 2013 : Sous-préfectorale de Ouadda-Djallé, Bamara, Delle, Makine Djellab.